# 阿氏雅鹛
阿氏雅鹛（学名：Malacocincla abbotti），是画眉科的一种，分布于不丹、孟加拉国、老挝、越南、印度、泰国、印度尼西亚、缅甸、马来西亚、尼泊尔、新加坡和柬埔寨。该物种的保护状况被评为无危。
阿氏雅鹛的平均体重约为28.0克。栖息地包括亚热带或热带的（低地）湿润疏灌丛、亚热带或热带的湿润低地林、亚热带或热带严重退化的前森林、河流、溪流、亚热带或热带的沼泽林和亚热带或热带的红树林。